# Бенлиуре, Мариано
Мариа́но Бенли́уре-и-Хиль (кат. Mariano Benlliure y Gil, 8 сентября 1862, Валенсия, Испания — 9 ноября 1947, Мадрид) — испанский скульптор и художник, представитель неоклассицизма.

## Жизнь и творчество
Родился в одном из центральных кварталов Валенсии. Уже в юности у Мариано проявился талант скульптора. Его ранние работы, вылепленные из воска и затем воплощённые в бронзе, были посвящены преимущественно популярному в стране бою быков. Впервые выставил свою "модель" из воска, изображающую пикадора, в возрасте 13 лет на Национальной выставке изящных искусств в 1876 году. Позднее посетил Париж и Рим (в 1879 году), где изучал творчество Микеланджело, в первую очередь его скульптурное наследие. В 1887 году получает первый приз на мадридской Национальной выставке художеств за представленный им скульптурный портрет художника Хосе де Риберы.
Участник Всемирной выставки в Париже в 1900 году, где был премирован медалью. На выставке в Буэнос-Айресе в 1910 году получил Гран-При в области скульптуры. В 1911 году на Всемирной выставке в Риме руководил дизайном павильона Испании, оформление которого представляла монументальные скульптуры грипп быков. В 1924 году М. Бенльюре присуждается золотая медаль мадридского Общества изящных искусств. В период с 1929 по 1947 год возглавлял Ассоциацию писателей и художников Испании. Был директором Испанской академии в Риме, директором Музея современного искусства в Мадриде.
М. Бенльюре являлся представителем так называемого "героического реализма" в испанской скульптуре конца XIX - первой половины XX столетия. Среди наиболее известных его работ - монументальные произведения:
- памятник Хосе де Сан-Марти в Лиме (Перу)
- бронзовая статуя Марии Кристины де Бурбон в Мадриде
- памятник королеве Изабелле и Х. Колумбу в Гранаде
- бронзовый памятник королю Альфонсу XII в мадридском Буон-Ретиро-парке

Скульптор был действительным членом мадридской Королевской академии изящных искусств Сан-Фернандо. Был награждён орденом Почётного легиона, Орденом Короны итальянской и многими другими испанскими и зарубежными орденами и медалями. Изображение одного из произведений М. Бенльюре было воспроизведено на испанской купюре номиналом в 500 песет, выпущенной в 1950-е годы.

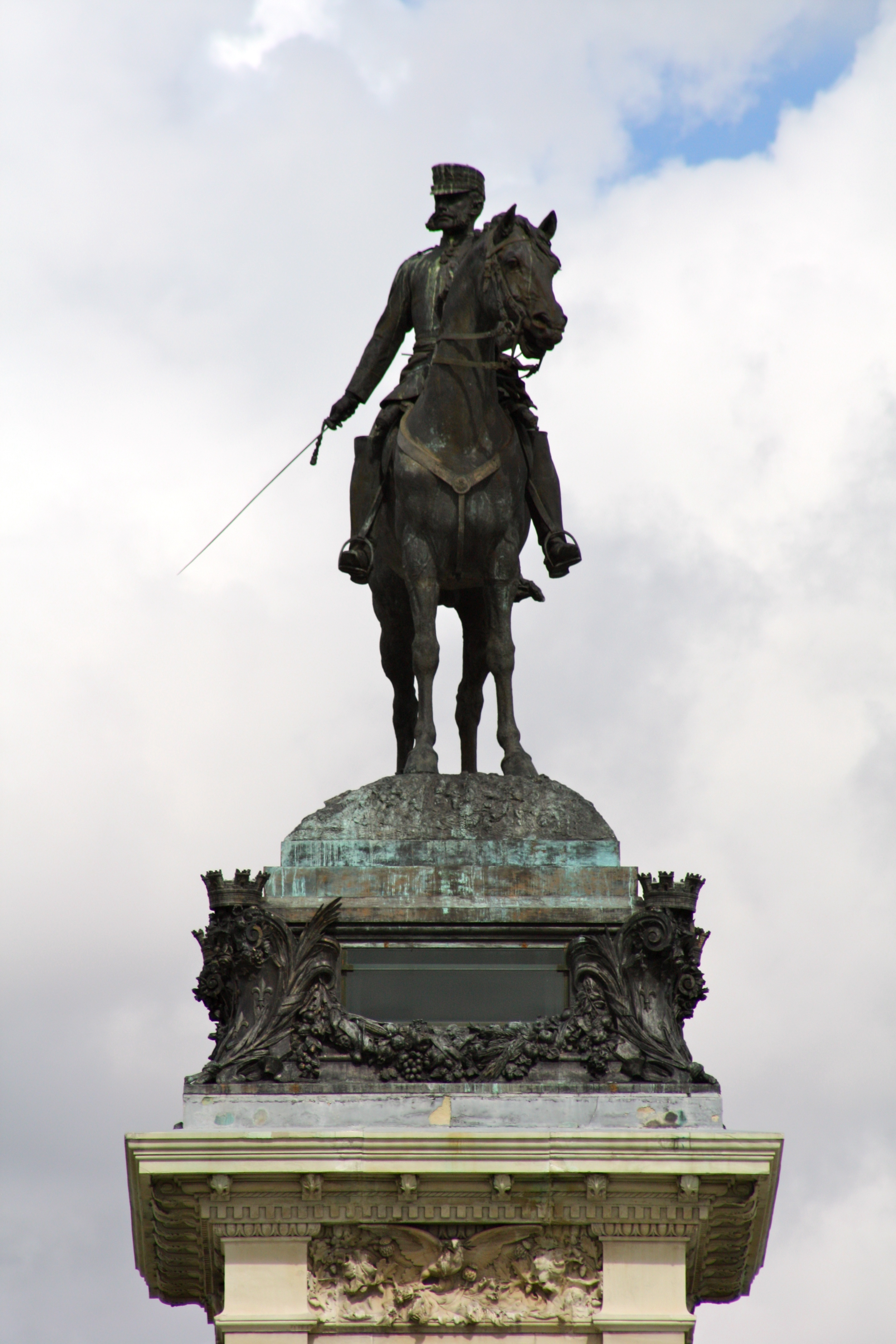
Статуя короля Альфонса XII, 1928 (Мадрид)
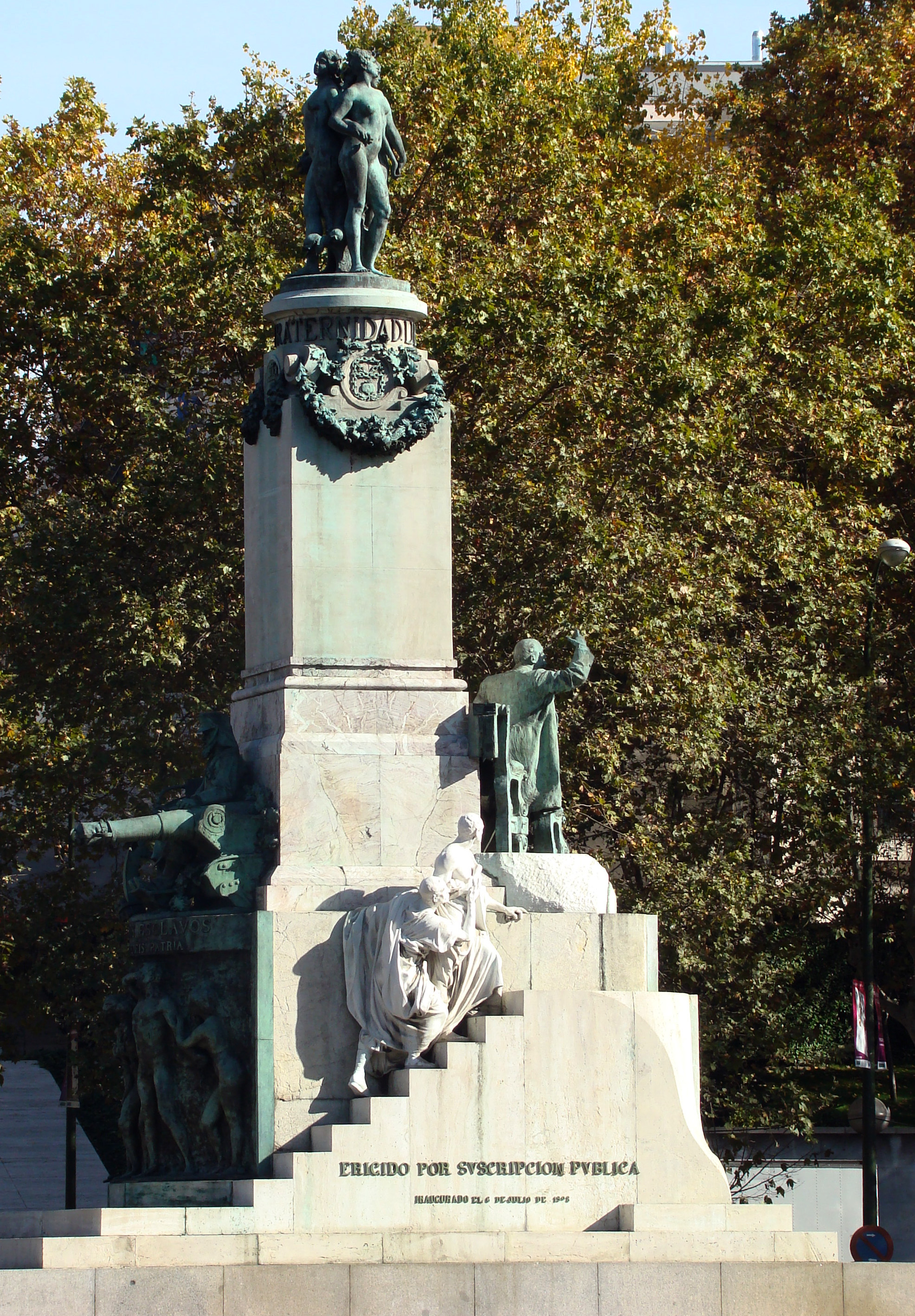
Памятник Эмилио Кастеляру, 1908 (Мадрид)
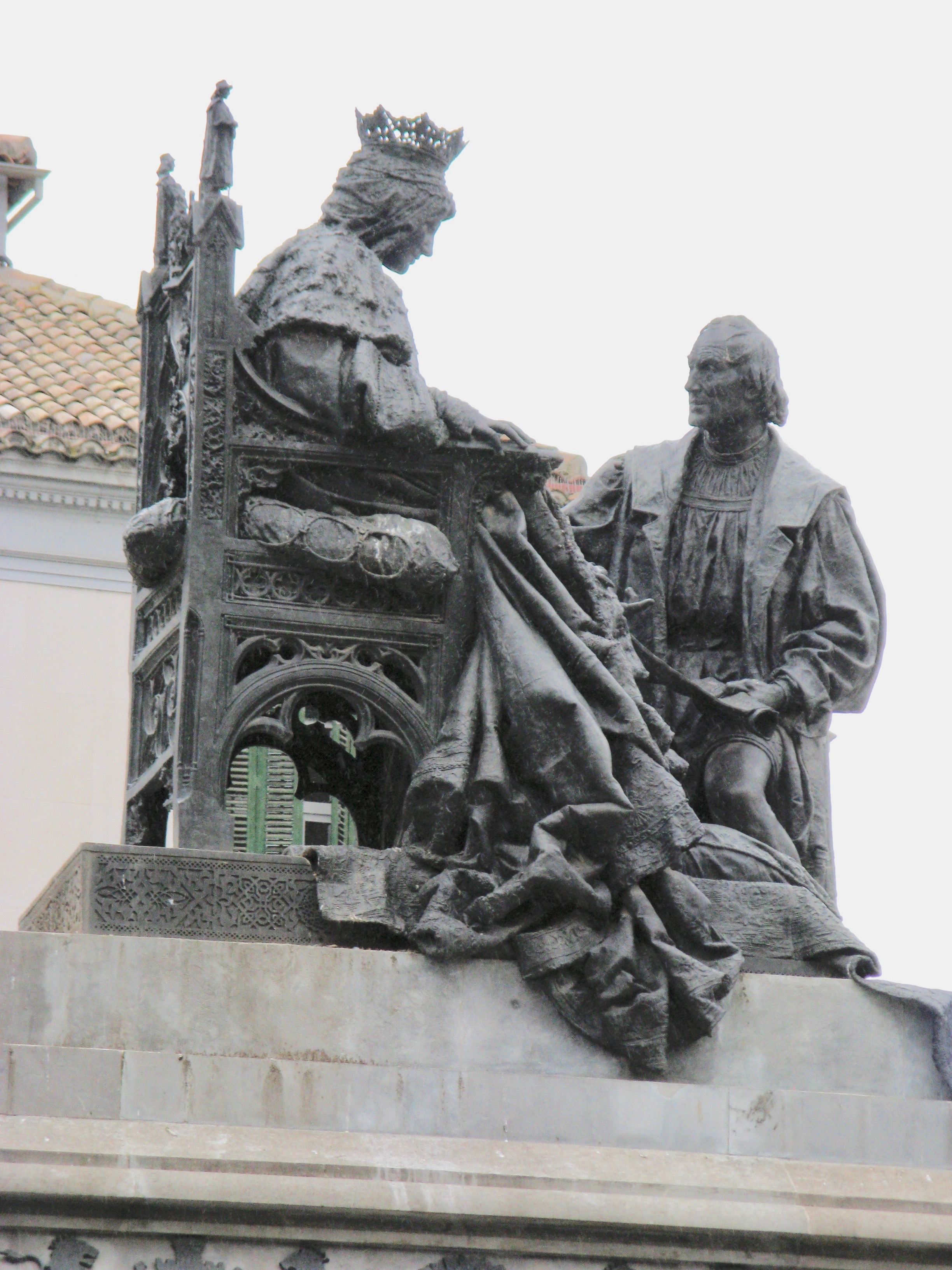
Монумент королеве Изабелле и Христофору Колумбу (Гранада)
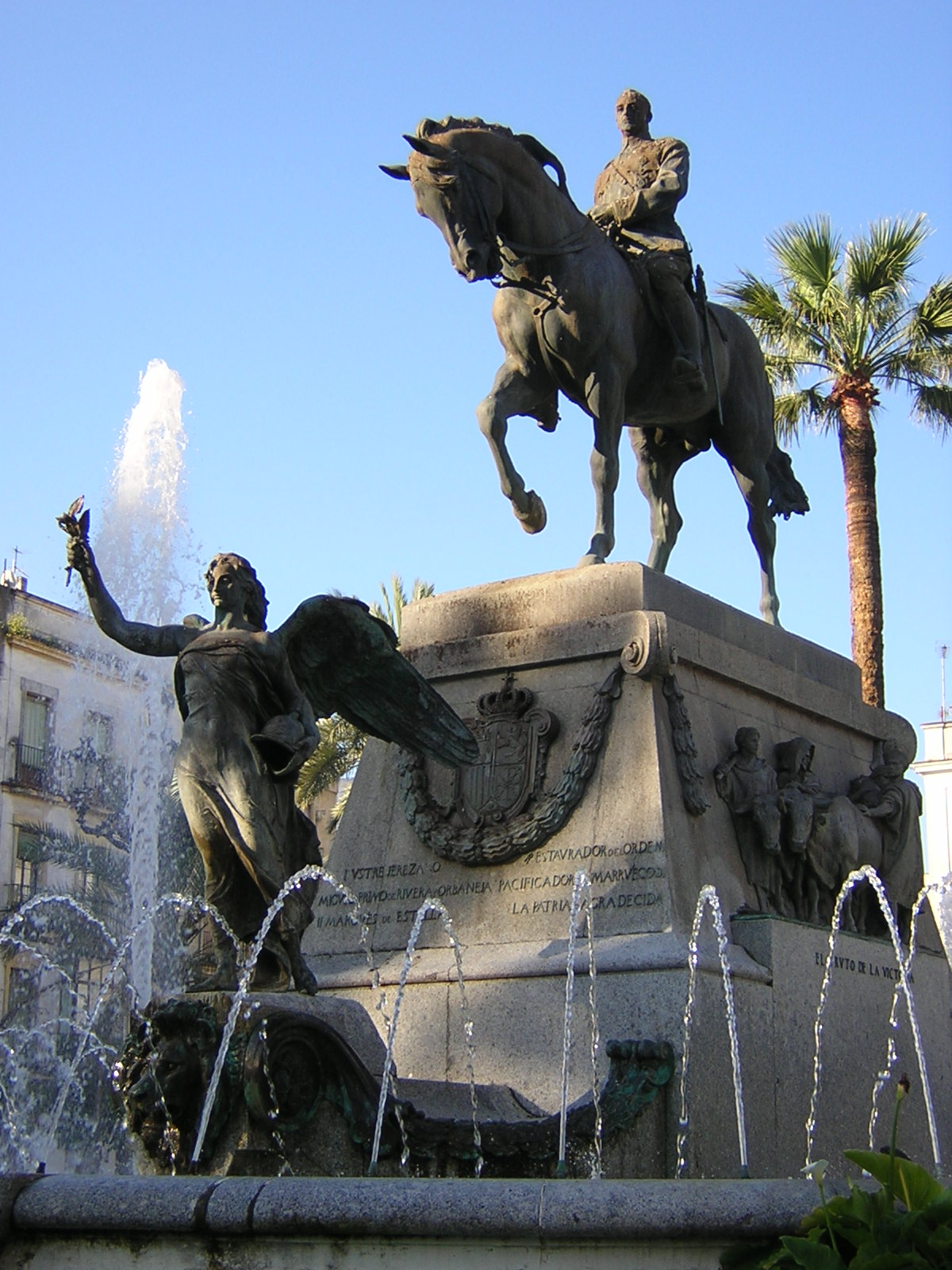
Памятник Мигелю Примо-де-Ривера. 1929 (Херес-де-ла-Фронтера)
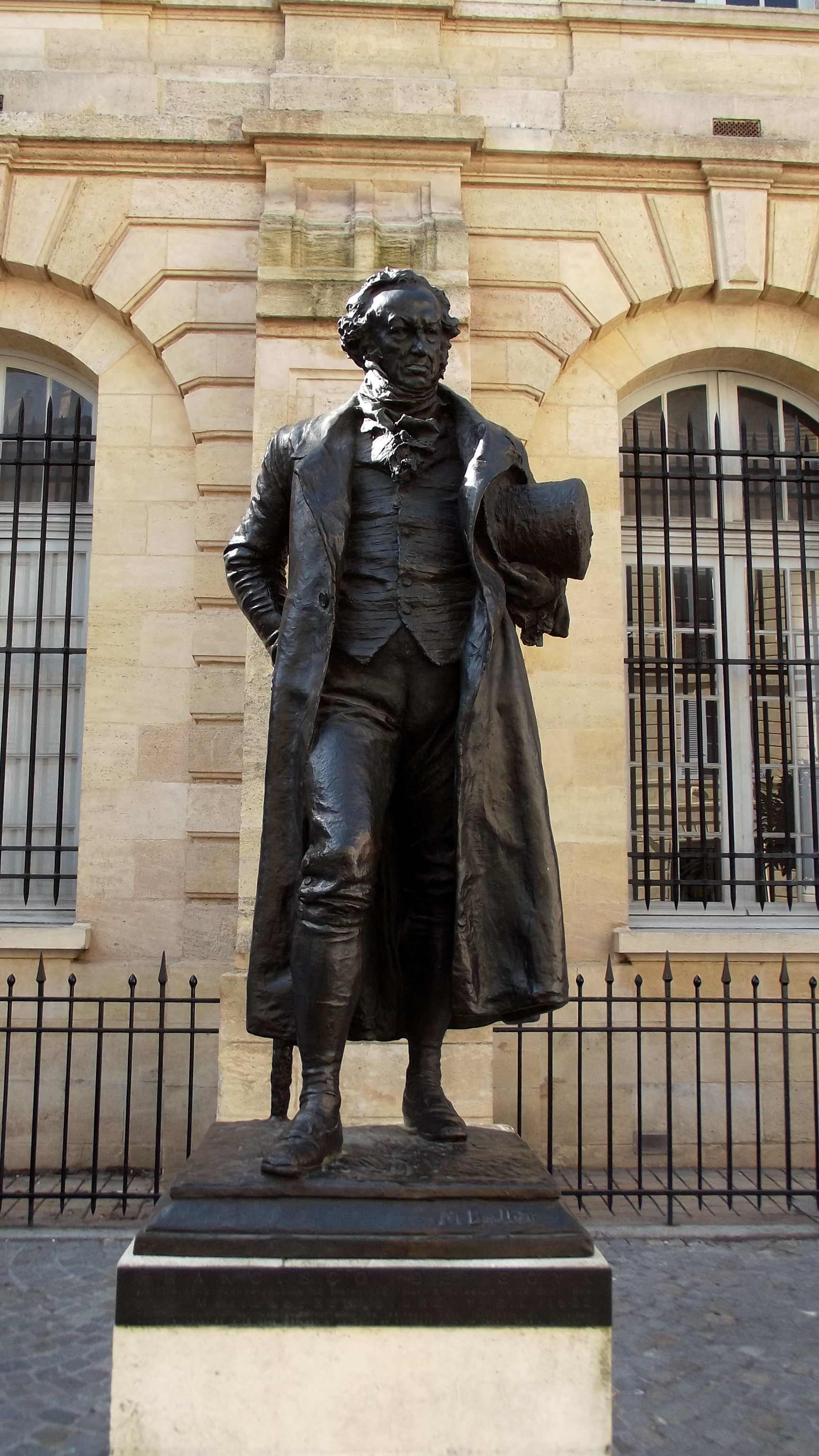
Статуя Франсиско Гойя, 1902 (Бордо)